# Myrtillocactus eichlamii
Myrtillocactus eichlamii är en kaktusväxtart som beskrevs av Nathaniel Lord Britton och Joseph Nelson Rose. Myrtillocactus eichlamii ingår i släktet Myrtillocactus och familjen kaktusväxter. Inga underarter finns listade i Catalogue of Life.